# 梁从学
梁从学（1903年5月21日—1973年4月7日），中国人民解放军中将，1955年获一级八一勋章、一级独立自由勋章和一级解放勋章。